# Djebabra
Djebabra è un comune dell'Algeria, situato nella provincia di Blida.